# Forster (családnév)
A Forster északangol eredetű vezetéknév, jelentése "erdész", mely lehet a Förster vagy Foerster német vezetéknév angolosodott változata is, amely ugyanezt jelenti. Néhány délnémet őslakos önállóan viseli a Forster nevet, míg a keletporosz Forsterek egy 18. századi angol Forster család leszármazottjai. angol és német nyelvterületen a legelterjedtebb családnév.

## Híres Forster nevű személyek
- Edward Morgan Forster (1879–1970) E. M. Forster, angol író
- Forster Géza (1850–1907) magyar mezőgazdász, agrárpolitikus
- Forster Gyula (1846–1932) magyar művészeti író
- Forster János (1810–1891) magyar jószágkormányzó
- John Forster (1886–?) svájci nemzetközi labdarúgó-játékvezető
- Forster József (1831–1875) magyar újságíró
- Forster Károly (1810–1879) magyar ügyvéd